# Nyabinghi

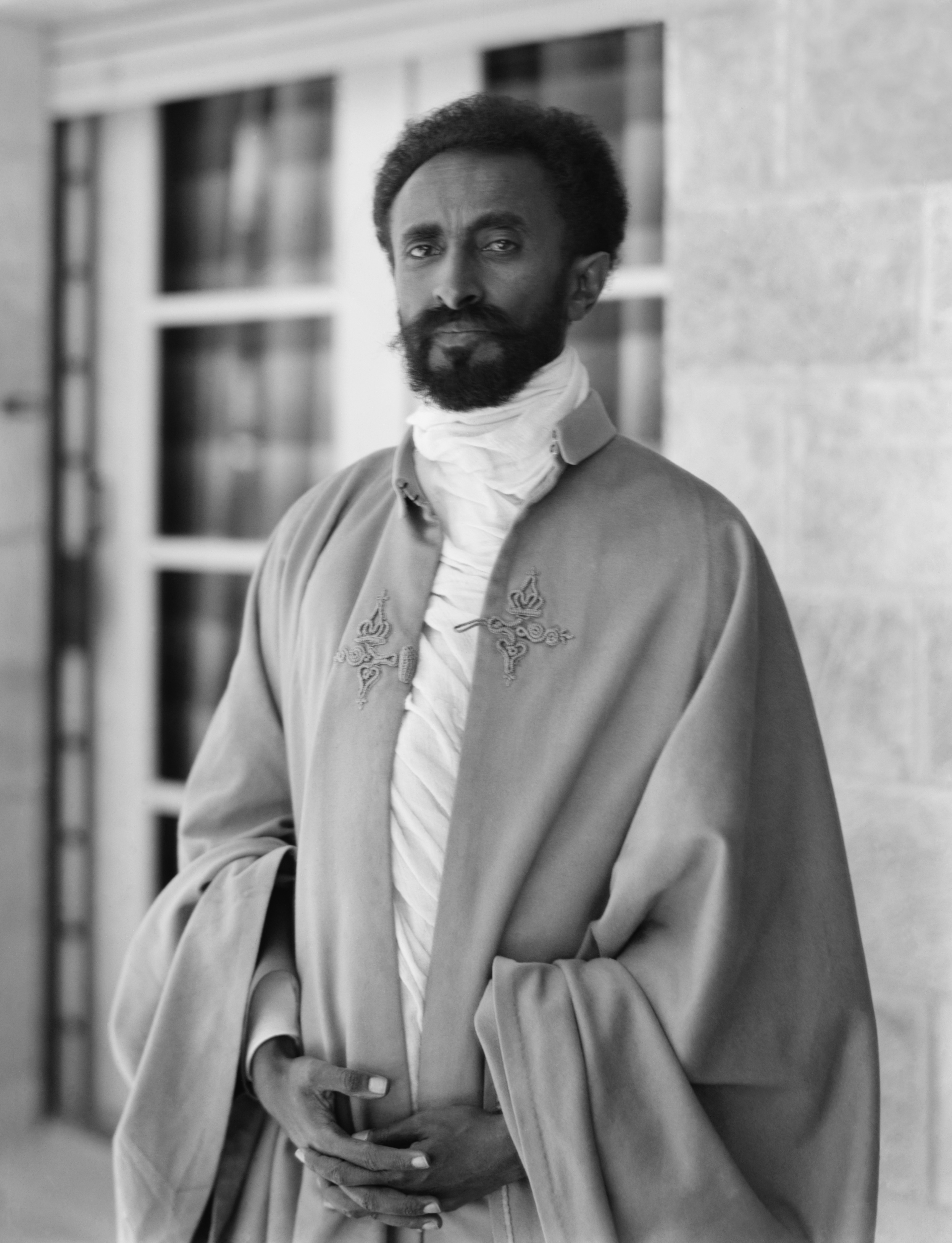
Haile Selassie I de Etiopía.

La Orden Nyahbinghi es una de las primeras Mansiones Rastafari. Siendo la más estricta, sostiene el Reino Teocrático de Haile Selassie I, Dios en Carne, Jesucristo en carácter de Rey de Reyes y Señor de Señores para la Cultura Rastafari.

## Tambores Nyahbinghi
Según los Rastafaris, Jah bendijo, guio y dio vida a una mujer en Uganda llamada Muhumusa del siglo XIX. Muhumusa inspiró un movimiento de rebelión contra las autoridades coloniales de África y los guerreros de este movimiento eran llamados los nyahbinghi, que significa" victoria negra" (nyah=negro; binghi=victoria).
Los ritmos de estos cantos eran eventualmente una influencia para la música popular conocida como ska, rocksteady y reggae. El Nyahbinghi utiliza tres tipos de tambores: el bajo, conocido como 'Pope Smasher' o 'bass' o 'Thunder', el cual representa la respiración, el segundo tambor es el 'funde' el cual representa el 1,2 del corazón, y habiendo respiración y latidos hay vida, pero como la creación de Jah es perfecta existe un tercer tambor el 'akete' (también conocido como el 'repetidor') el cual representa el raciocinio y juega un papel de improvisado síncope, mientras el 'funde' juega un papel de sincronizador de dos tiempos mientras el tambor bajo marca el primer golpe de forma muy audible, y de forma más suave en el tercer tiempo (o el cuarto). Cuando los grupos de intérpretes se juntan, solo un músico del akete puede tocar a la vez. Los otros tambores mantienen ritmos regulares mientras los percusionistas del akete hacen un solo marcan el sonido cuando se habla del mal en los cantos y suavizándolos cuando se habla de Jah.

## El toque Nyahbinghi utilizado en ritmos musicales
Las percusiones Niyabinghi no son exclusivas de la orden Niyabinghi, y es común a todos los Rastafaris. Sus ritmos son tomados para la base de la música Reggae, como es el caso de la banda más influyente de ska, los Skatalites. Se dice que sus percusionistas revolucionaron la música jamaicana mezclando las partes rítmicas del Niyabinghi en un equipo de percusiones completo, que retomaba elementos del jazz para obtener una forma totalmente nueva de música, bautizada como ska. Los ritmos con el Niyabinghi fueron implantados primeramente por Count Ossie en sus temas musicales, quien hubo incorporado influencias de las percusiones jamaiquinas Kumina (y especialmente las formas por sí mismas) con canciones y ritmos aprendidos de los músicos nigerianos de Babatunde Olatunji.

## Composición de los Toques Nyahbinghi
Los cantos Binghi suelen incluir recitales de los Salmos, o también variaciones de himnos conocidos del himnario cristiano. El ritmo que lleva es de 2 golpes y una pausa( llamado por Rastafari como 1-2)en el caso del fundeh; 1 golpe para el tambor bajo y 2 pausas comenzando con el nuevo golpe seco( es decir que cuando el fundeh lleva el 1-2; el Tambor Bajo toca el 1---2); y el akete guía a los otros tambores con el repique. El toque tiene como función lograr la meditación en la oración de los Rastafari, siendo también alabanza para JAH Dios. Los tambores Nyahbinghi representa el latido del Corazón; como también representa a Sadrac, Mesac, y Abed-nego; los 3 amigos del bíblico Daniel. La historia cuenta que, Sadrac, Mesac y Abed-nego fueron condenados muerte por no respetar y adorar a la imagen creada por Nabucodonosor y mantener la fidelidad a JAH Dios; y fueron lanzados al horno de fuego. pero no murieron, sino que los 3, más el Angel de Dios, estaban caminando por el horno sin quemarse. Es así que la fidelidad de Sadrac Mesac y Abed-nego hacia Dios fue más fuerte que el fuego de Nabucodonosor, rey de Babilonia.

## Difusión del Nyahbinghi
Las grabaciones de Ras Michael and the Sons of Negus, así como los Rastafari Elders, junto con Cout Ossie contribuyeron a popularizar este ritmo. Si bien la música Niyabinghi funciona como una música Ceremonial Rastafari diferente al Reggae, músicos como Bob Marley y aún gente fuera del rastafari como Prince Buster y Jimmy Cliff (ambos musulmanes) lo utilizan en algunas de sus canciones. Recientemente, la novedad Dancehall Sizzla y artistas americanos de Roots Reggae como Groundation y Jah Levi han venido utilizando las percusiones Niyabinghi ampliamente en sus grabaciones. Pese a ser una vía que da continuidad a la formación cultural de África, es más bien visto como la voz de la gente que redescubre sus raíces. Es esa combinación de tradiciones inherentes y descubrimiento consciente de las tradiciones africanas lo que hace tan poderoso el tambor Niyabinghi - y Rastafari.

## El Orden Nyahbinghi
La Orden Nyahbinghi es una de las primeras Mansiones Rastafari. Es considerado la mansión más estricta del movimiento rastafari, pregonando las ideas de una Teocracia mundial encabezada por el emperador Haile Selassie I, de quien se proclama como el Mesías prometido y encarnación del Dios Supremo, JAH, Dios en Carne, Jesucristo en carácter de Rey de Reyes y Señor de Señores para la Cultura Rastafari.
Usualmente mal interpretado como un movimiento generador de violencia por promover la 'muerte a los opresores blancos y negros' (death to the oppressors, white and black), los Niyabinghi son en realidad pacifistas quienes creen que el reinado negro(los humildes, los pobres, los necesitados) es simplemente una cuestión de destino y no un motivo para hacer la guerra (que preferirían eliminar como si fueran líneas de color superficiales). No creen en la violencia, pues consideran que solamente Jah tiene el derecho de destruir. Hacen la promesa por el poder de la palabra, creyendo que solamente cuando todos los hijos de Jah hagan juntos la promesa, se terminará la opresión.